# La presa (Lang)
La presa (en francés: Le barrage) es un óleo sobre lienzo  de Dominique Lang, realizada en 1913.   

## Descripción
La pintura es un óleo sobre lienzo con unas dimensiones de  centímetros. Es en la colección de la Museo Nacional de Historia y Arte

## Análisis
Dominique Lang es el único verdadero impresionista de Luxemburgo. Cuando su pintura impresionista La presa se notó en el Salón de Cercle artistique de Luxembourg de 1914, era él en el punto más alto de su carrera.

## Europeana 280
En abril de 2016, la pintura La presa fue seleccionada como una de las diez más grandes obras artísticas de Luxemburgo por el proyecto Europeana.